# SS Yongala
La SS Yongala è una nave passeggeri a vapore che affondò a Cape Bowling Green (Queensland, Australia) il 23 marzo 1911. Era in rotta fra Melbourne e Cairns e finì in un ciclone, terminando il proprio viaggio a sud di Townsville. Si trovarono tracce della nave solo giorni dopo: i relitti giunti a riva al capo e alla baia di Cleveland suggerirono che la nave si fosse scontrata con una roccia invisibile.
Tutti i centoventidue passeggeri a bordo morirono nell'incidente, che è considerato fra i più tragici della storia marittima australiana. Solo nel 1958 si sono ritrovati, nelle acque a sud di Townsville, i resti della Yongala, che sono diventati un'attrazione turistica internazionale.